# Matteo Ferrari
Matteo Ferrari (Aflou, Argelia, 5 de diciembre de 1979) es un exjugador de fútbol ítalo-guineano Ocupaba la posición de defensa

## Clubes
| Club            | País       | Año        |
| --------------- | ---------- | ---------- |
| Inter de Milán  | Italia     | 1996-2002  |
| Genoa           | Italia     | 1997-1998  |
| US Lecce        | Italia     | 1998-1999  |
| AS Bari         | Italia     | 1999-2000  |
| Parma FC        | Italia     | 2001-2004  |
| AS Roma         | Italia     | 2004-2005  |
| Everton FC      | Inglaterra | 2005-2006  |
| AS Roma         | Italia     | 2006-2008  |
| Génova FC       | Italia     | 2008-2009  |
| Beşiktaş JK     | Turquía    | 2009-2012  |
| Montreal Impact | Canadá     | 2012- 2014 |